# Otto Rehnig
Otto Rehnig; (3 de septiembre de 1864, Hohenleuben - 29 de octubre de 1925, Berlín) fue un arquitecto alemán del siglo XX. Estudió arquitectura en la Universidad Técnica de Berlín. Por encargo de Julius Carl Raschdorff se desempeñó como jefe de la división de ejecución artística de la Catedral de Berlín de abril de 1893 hasta la finalización de la catedral.
El 25 de febrero de 1905 fue laureado con la Orden de la Corona de Prusia de 4.ª clase. Es principalmente recordado por haber diseñado el Hotel Esplanade y el Hotel Excelsior, ambos ubicados en la Potsdamer Platz; los cuales resultaron gravemente dañados durante el ataque aéreo de la Batalla de Berlín. Debido a esto fueron finalmente demolidos.

## Hotel Excelsior

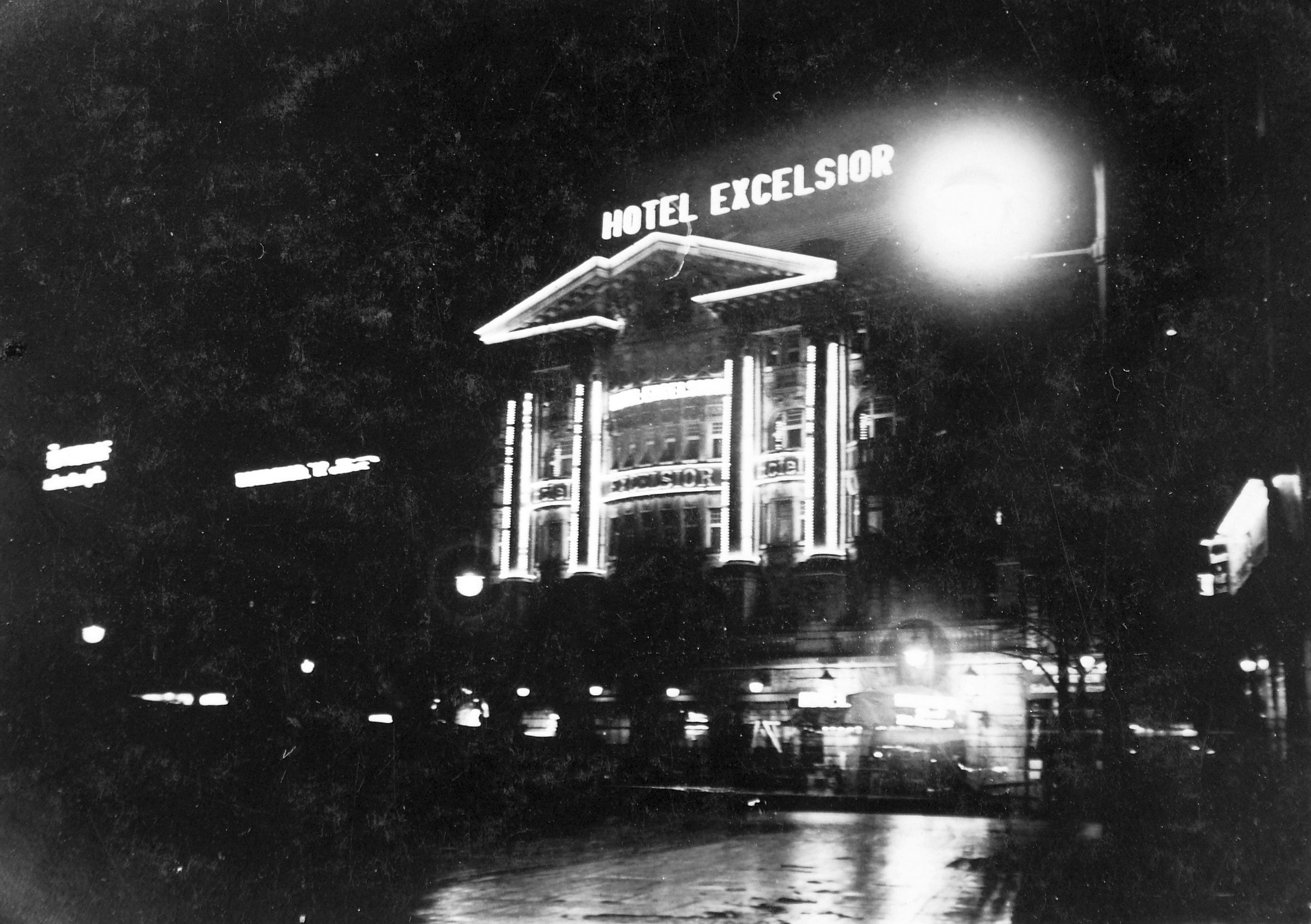
Hotel Excelsior

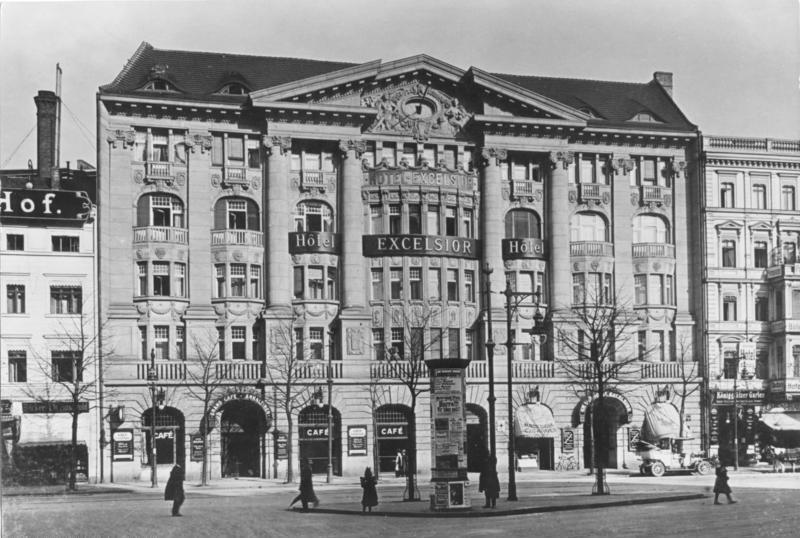
Hotel Excelsior

## Hotel Esplanade

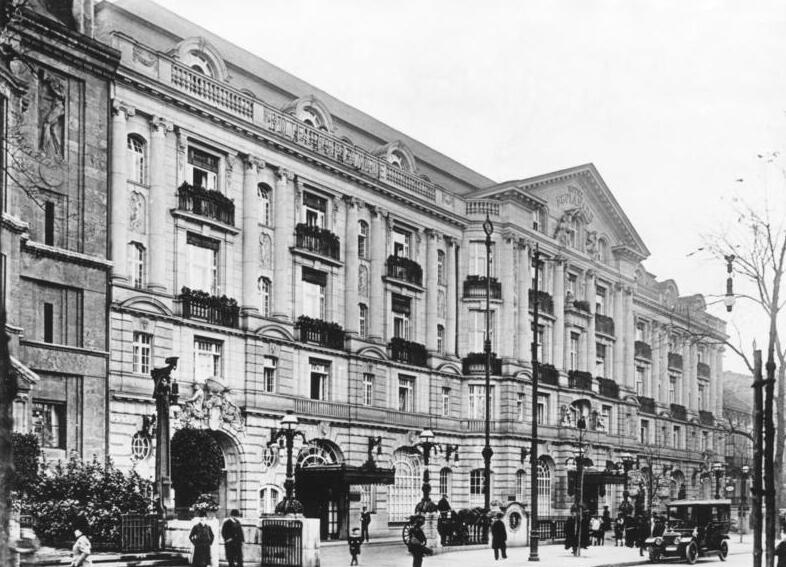
Hotel Esplanade

El Hotel Esplanade era uno de los hoteles más famosos de la Potsdamer Platz en Berlín durante la década de 1920. La edificación del hotel fue realizada entre 1907 y 1908 por una constructora, por encargo de una sociedad constituida por miembros principescos de la Casa de Hohenlohe, la Casa de Fürstenberg y la Casa de Henckel von Donnersmarck, según los planos del arquitecto; en la calle Bellevuestraße. Su construcción tuvo un coste de veintitrés (23) millones de marcos alemanes, (unos ciento treinta y cuatro (134) millones de euros; considerando la inflación) Este hotel era de estilo arquitectónico de la Belle Époque, aunque su decoración incluía elementos del Neobarroco y del Neorococó. Contaba con magníficos salones, del que destaca el Salón Imperial; donde el emperador Guillermo II de Alemania celebró su despedida de soltero. Otra de las atracciones del hotel era su jardín de mil seiscientos (1600) metros cuadrados ({\displaystyle m^{2}}) en el patio interior.
Fue en gran parte destruido por un ataque aéreo durante la Segunda Guerra Mundial. Una pequeña muestra de su apariencia se encuentra ahora integrada en el Sony Center.